# Victoria Stirnemann
Victoria Stirnemann (Erfurt, 24 mei 2002) is een Duits langebaanschaatsster en boksster.
Stirnemann maakte haar internationale debuut in seizoen 2018/2019. Ze wordt door haar moeder Gunda Niemann, voormalig langebaanschaatser, gecoacht.
Stirnemann nam deel aan de Olympische Jeugdwinterspelen 2020 in Lausanne. Ze eindigde als vierde op de 1500 meter. In november 2021 maakte ze haar debuut op de wereldbeker in Tomaszów Mazowiecki, waarmee ze in de B-groep eindigde op de 30e plaats op de 3000 meter. De week erna werd ze in Stavanger 22e met een tijd van 7.37,36 op de 5000 meter in de B-groep en scoorde daarmee haar eerste wereldbekerpunten.

## Persoonlijk
Stirnemann had tussen 2019 en 2023 een relatie met collega-schaatser Patrick Roest.

## Persoonlijke records[1]
| Afstand    | Tijd    | Datum           | Baan   |
| ---------- | ------- | --------------- | ------ |
| 500 meter  | 40,02   | 25 oktober 2024 | Inzell |
| 1000 meter | 1.17,86 | 1 maart 2024    | Erfurt |
| 1500 meter | 1.58,97 | 27 oktober 2024 | Inzell |
| 3000 meter | 4.16,92 | 29 oktober 2021 | Inzell |
| 5000 meter | 7.25,15 | 30 oktober 2021 | Inzell |

## Resultaten
| Jaar | Duitse kampioenschappen   | EK Allround | WK Junioren                                        |
| ---- | ------------------------- | ----------- | -------------------------------------------------- |
| 2019 | 4e 500m 5e 1000m 4e 1500m |             | 7e allround 19e 500m 11e 1000m 11e 1500m 16e 3000m |
| 2020 | 1500m · 4e 3000m          |             |                                                    |

(#, #, #, #) = afstandspositie op juniorentoernooi (500m, 1500m, 1000m, 3000m).